# Toman

Ein halber Toman, Iran, Nāser ad-Din Schah

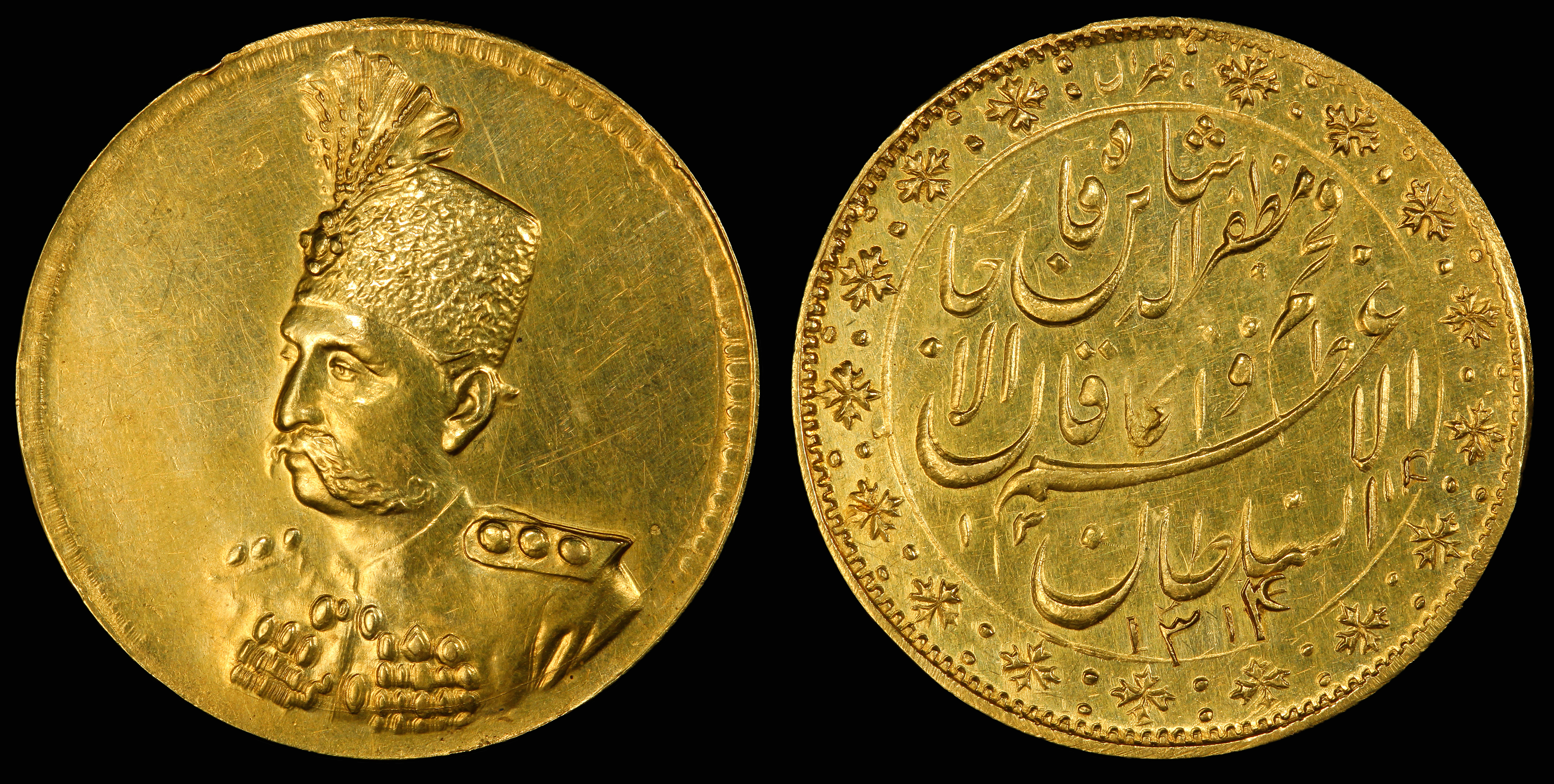
10 Toman, 1896 (Indische Zeitrechnung 1314), zeigt Mozaffar ad-Din, Schah der Qajar-Dynastie

Der Toman (auch Tomaund oder Tomond) war eine alte persische Goldmünze, die ursprünglich dem Dukaten glich. 
Sie wurde in 10 Kran à 2 Panabat à 10 Schahi (4 Schāhi entsprachen einem Abbāsi oder 200 Dinar) eingeteilt und enthielt gesetzmäßig 3,376 g Feingold.
Als Toman (persisch تومان Tumān oder تومن Tuman)  werden heutzutage im Iran je nach Kontext zehn, zehntausend oder gar zehn Millionen iranische Rial bezeichnet. Der Begriff Toman taucht aber nicht auf den Banknoten oder Münzen auf.
Weil sowohl Toman als auch Rial viele Nullen haben, haben sich die Perser eine andere Art ausgedacht, über Preise zu sprechen. Manche Leute lassen weitere drei Nullen weg. Wenn es sich beispielsweise um 70.000 Rials handelt, teilt einem der Verkäufer nicht mit, dass es sich um 7.000 Tomans handelt. Er wird sagen, dass es sieben Tomans sind.
Im Straßenhandel und auf dem Basar entspricht ein Toman zehn Rial.
2008 wurden Pläne der iranischen Zentralbank bekannt, eine Währungsreform durchzuführen und die neue Währung nach dem Toman zu benennen. Die Umstellung sollte im Verhältnis 1:10.000 stattfinden. Als ersten Schritt zu diesem Währungsschnitt führte die Zentralbank im Sommer 2008 zwei Traveller Cheques ein, die auf 500.000 und eine Million iranische Rial lauten, jedoch die Zahlen „50“ und „100“ aufgeprägt haben. Diese als Reiseschecks titulierten Papiere werden im Alltag wie gewöhnliche Banknoten verwendet. Auch bei den derzeit neu ausgegebenen Banknoten zu 10.000, 50.000 und 100.000 Rials sind die Ziffern bzw. Ziffernkombination 1, 5 und 10 hervorgehoben.